# Tunng
A Tunng egy kísérleti folkegyüttes az Egyesült Királyságban. Gyakran azonosítják őket a folktronica zenei irányzattal, mivel egyes műveikben egyértelmű elektronikus hatás tapasztalható. Egyik különös jellemzőjük, hogy érdekes hangszereken, pl. kagylókon játszanak.

## Albumok
- Mother's Daughter and Other Songs (2005)
- Comments of the Inner Chorus (2006)
- Good Arrows (2007)

## Kislemezek
- Tale from Black (2004)
- The Maypole Song (2004)
- People Folk (Dollboy remix) (2005)
- Magpie Bites ˙(2005) (7")
- The Pioneers (Bloc Party 2006) (7"/CD)
- Woodcat (2006) (7")
- Jenny Again (2006) (7")
- It's Because…We've Got Hair (2006) (7")
- Bricks (2007) (7")
- Bullets (2007) (7")

## Külső hivatkozások
- A Tunng hivatalos oldala
- Tunng a MySpace-n